# Cesare Sodero
Cesare Sodero est un chef d'orchestre italien né le 2 août 1886 à Naples et mort le 16 décembre 1947 à New York, et qui a effectué la plus grande partie de sa carrière aux États-Unis.

## Biographie
Né à Naples, Sodero a étudié avec Giuseppe Martucci, et a été diplômé du conservatoire de Naples à 14 ans. Pendant un temps, il effectua des tournées en Europe comme violoncelliste avant d'aller aux États-Unis en 1906. Pendant sept ans, il dirigea divers opéras, dont celui de Chicago, et tenta d'intéresser le public américain à la musique italienne. En 1914 il devint le chef principal du New York Recording Department de Thomas A. Edison, Inc. (précédemment Edison Phonograph Company). Il dirigea de nombreux ensembles instrumentaux pour Edison. En plus de faire les choix éditoriaux pour Thomas Edison, Sodero dirigea les accompagnements de la plupart des enregistrements d'opéras d'Edison entre 1915 et 1925. Sodero quitta Edison en 1925 pour se tourner vers la radio. En 1942, il fut nommé chef principal du Metropolitan Opera en raison de la pénurie de chefs d'orchestre due à la guerre. Sa première représentation au Met, Aida le 28 novembre 1942, fut un triomphe.
Sodero composa également de la musique et écrivit un opéra pendant sa carrière. Intitulé Ombre Russe, il fut donné en avant-première par NBC en 1929 et créé sur scène à Venise en 1930.